# Meßberg

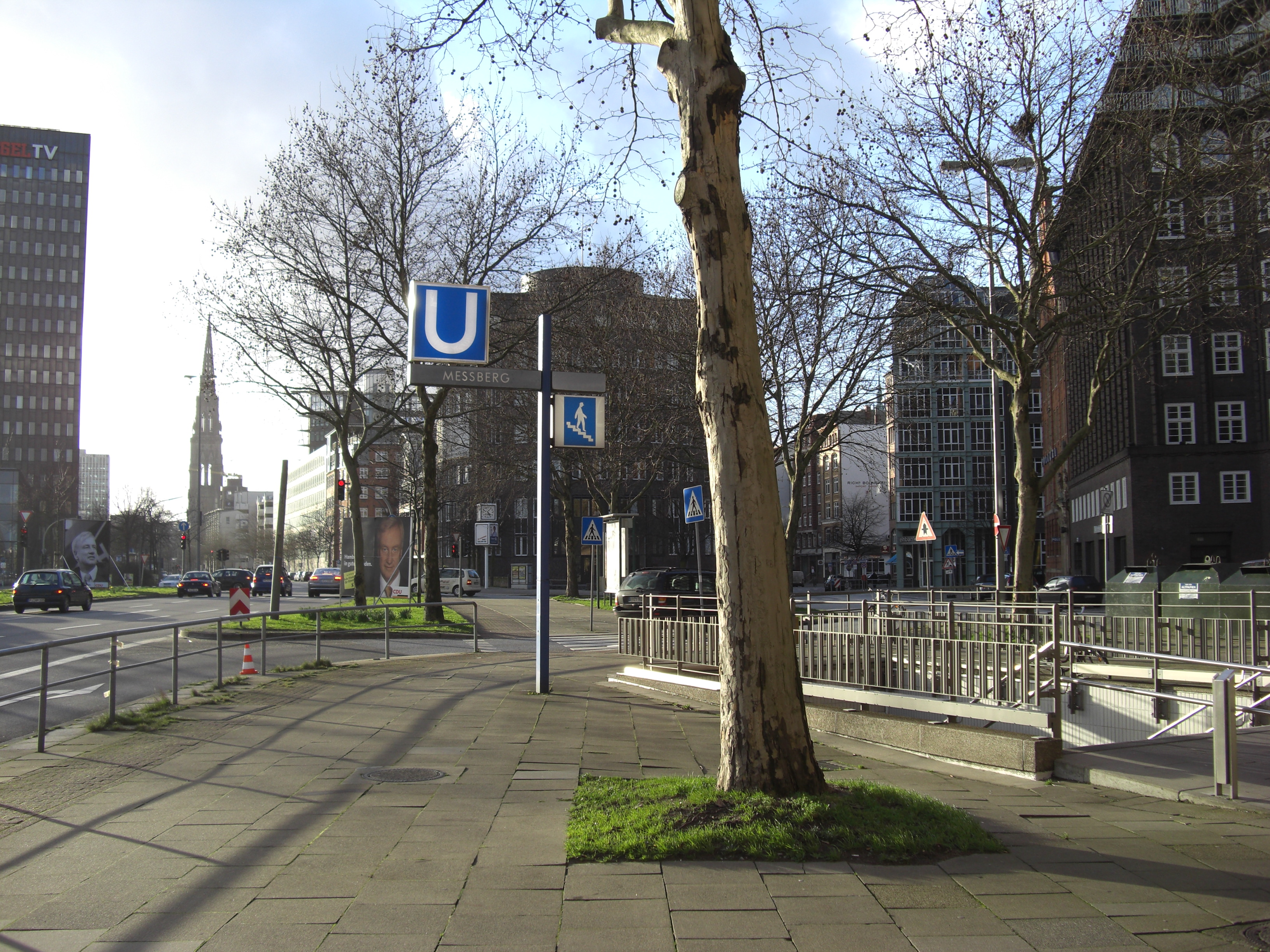
Meßberg heute, links die Willy-Brandt-Straße

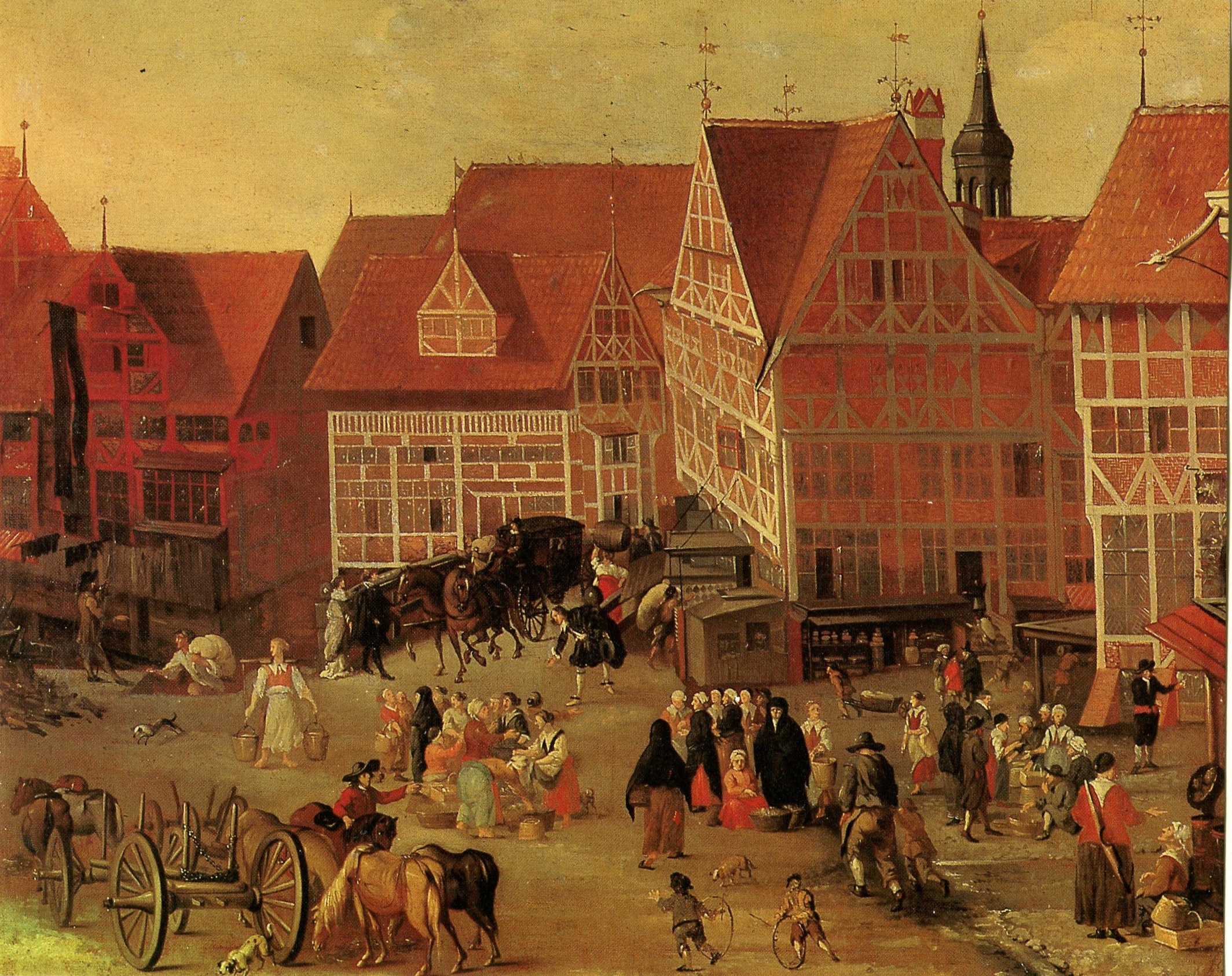
Der Meßberg 1663, Gemälde von Elias Galli

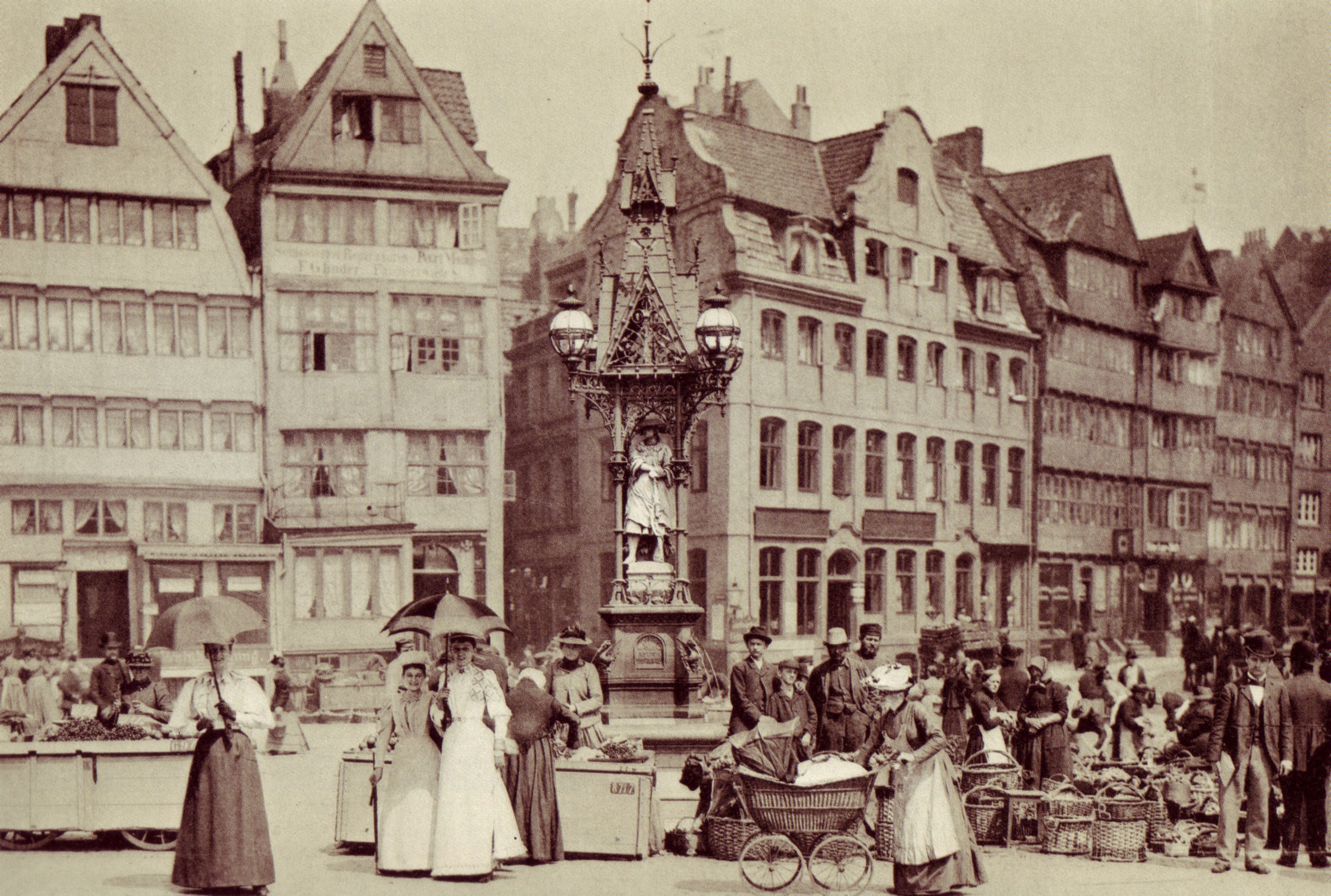
Meßberg um 1890, in der Bildmitte der Meßbergbrunnen. Die Häuser im Hintergrund mussten später dem Chilehaus weichen. Foto: Wilhelm Dreesen

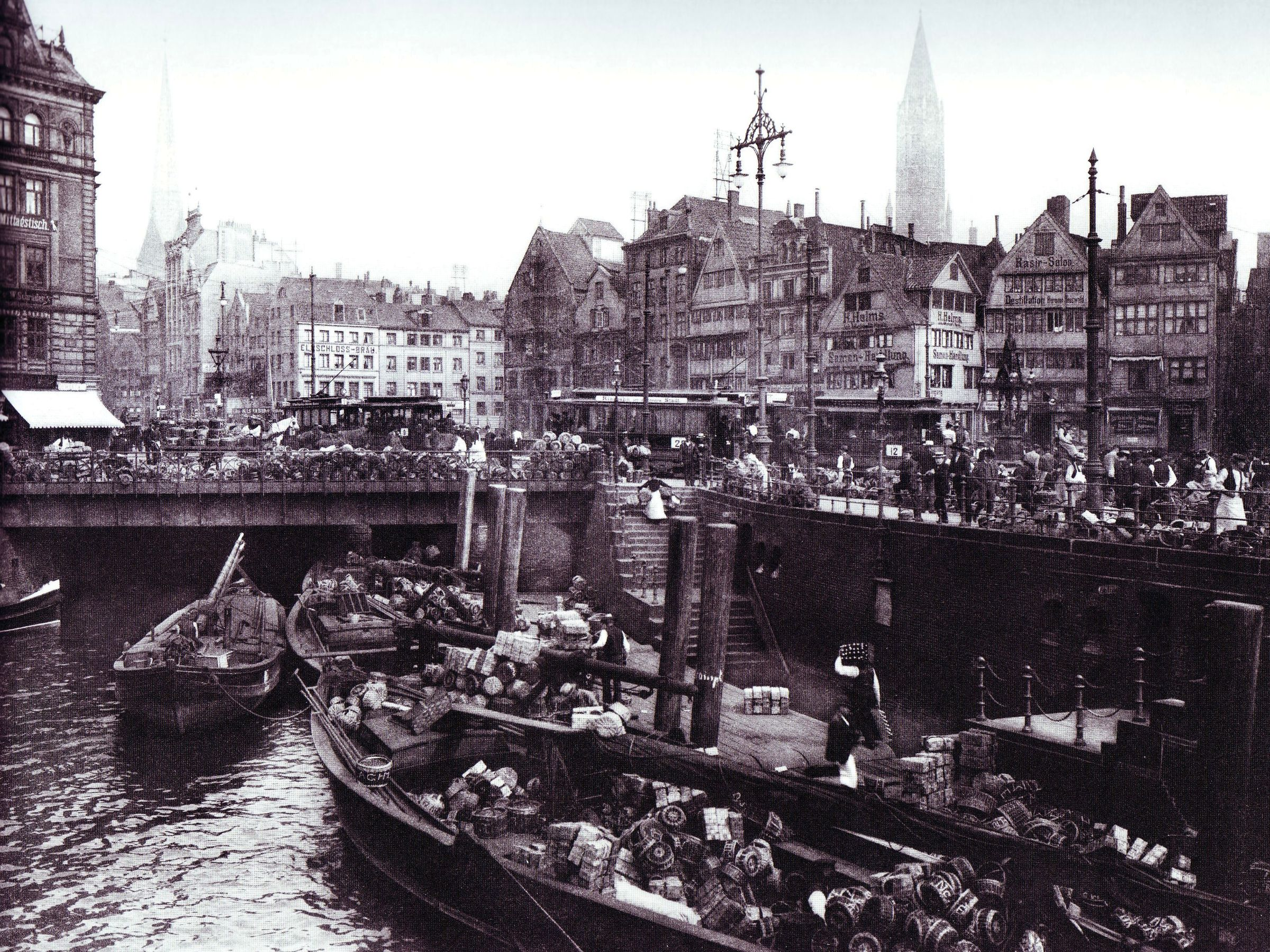
Markttreiben am Meßberg um 1910

Der Meßberg ist ein Platz in Hamburg, der als mesberch seit 1458 belegt ist und bis Anfang des 20. Jahrhunderts zu den Haupt-Marktplätzen der Stadt zählte. Durch seine Lage zwischen Kontorhausviertel und Speicherstadt gehört er seit 2015 zum UNESCO-Weltkulturerbe.
Nach dem Platz sind der Meßberghof, der U-Bahnhof Meßberg sowie der heute auf dem Hopfenmarkt befindliche Meßbergbrunnen benannt.

## Geschichte
Über Ursprung und Bedeutung des Platznamens kursieren verschiedene Theorien: Die geläufigste deutet ihn als „Mistberg“, d. h. als Sammel- und Abladestelle für Tier- und Hausabfälle auf dem ursprünglich am Stadtrand gelegenen Platz. Allerdings dienten damals auch andere Plätze demselben Zweck, etwa der Berg oder der „Dreckwall“.
Eine zweite Deutung besagt, dass hier das von der Oberelbe angelandete Getreide „abgemessen“, gewogen und verzollt wurde. So gab es beim nahegelegenen Winsertor einen Festungsturm, der ursprünglich als Getreidelager und später auch als Gefängnis für betrügerische Kaufleute genutzt wurde (die sogenannte „Roggenkiste“). Auch wohnten in der Umgebung neben Kornhändlern viele Brauer als wichtige Abnehmer für Getreide. Eine dritte Theorie führt den Namen wiederum auf die niedrige und überschwemmungsgefährdete Lage des Geländes zurück.
Ab dem 17. Jahrhundert diente der Platz vor allem Bauern aus den Vier- und Marschlanden als Anlande- und Marktplatz für ihre landwirtschaftlichen Produkte, vor allem Milch, Butter, Eier und Käse. Die „Milchhalter“ brachten die Milch teils selbst in die Stadt oder überließen sie ländlichen Zwischenhändlern, den Milchern, die ihrerseits die Milch an Hamburger Milchhöker veräußerten oder sie auf der Straße selbst verkauften. Der Transport fand über den Wasserweg mittels sogenannter Milch-Ewer statt. Im Winter verkauften die Marschbauern Kohl. Aus dem Bardowicker Land kamen gelbe Wurzeln und Zwiebeln („Zippeln“), aus dem Alten Land vor allem Äpfel und Kirschen, von den Elbinseln Spinat, Sauerampfer und andere Küchengewächse. Auch Fische wurden auf dem Meßberg gehandelt, die beliebtesten Fische waren damals Elbbarsch und Kaulbarsch. Auch Lachse, Aale und Heringe waren gängig. Flusskrebse waren in der Elbe hingegen kaum zu fangen, sie wurden auf dem Wasserweg von Magdeburger und Berliner Binnenschiffern und per Wagen von Bauern aus Mecklenburg angeliefert.
Ende des 19. Jahrhunderts bildete der Meßberg neben dem weiter westlich gelegenen Hopfenmarkt den Hamburger Großmarkt für Obst und Gemüse. Zur Entlastung des Hopfenmarktes wurde ab 1907 der Marktbetrieb auf dem Meßberg in Richtung Deichtor erweitert und mit zusätzlichen Landungsstegen zum Zollkanal und Oberhafen versehen. 1911 wurde der Großmarkt schließlich komplett auf dem Deichtorplatz rund um die neu erbauten Deichtorhallen konzentriert und die alten Marktplätze aufgegeben.
Nach dem Ersten Weltkrieg entstand nördlich des Meßbergs anstelle der hier auch vorhandenen Gängeviertel das Kontorhausviertel, das mit dem Chilehaus und dem Meßberghof heute die Nord- und Ostseite des Platzes markiert. Nach dem Zweiten Weltkrieg wurde zunächst die neue U-Bahn-Linie U1 in offener Bauweise und anschließend die Ost-West-Straße (heute Willy-Brandt-Straße) gebaut, die den Platz seit 1960 zerschneidet.

## Meßberghof
Nördlich und östlich wird der Platz seit den frühen 1920er Jahren von zwei wuchtigen Kontorhausblöcken flankiert, dem Chilehaus und dem Meßberghof. Letzterer wurde 1922–24 von Hans und Oskar Gerson erbaut und hieß zu Ehren des 1918 verstorbenen Reeders Albert Ballin zunächst bis 1938 „Ballin-Haus“. Wegen Ballins jüdischer Herkunft wurde das Kontorhaus auf Betreiben der Nationalsozialisten in Meßberghof umbenannt, spätere Versuche zur Rückbenennung scheiterten in den 1990er Jahren.

## Meßbergbrunnen

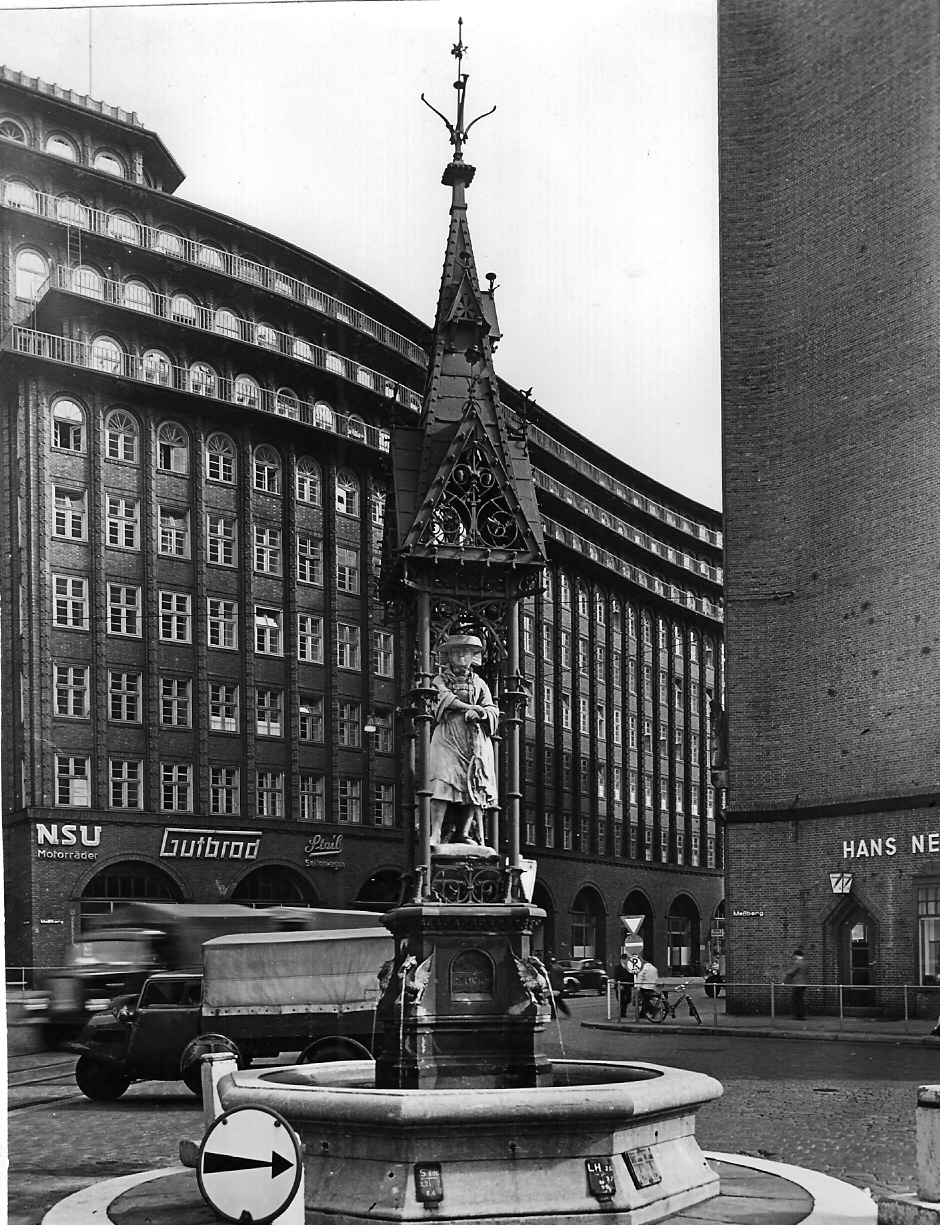
Meßbergbrunnen vor dem Chilehaus (1953)

Der Brunnen entstand 1878 nach Plänen von Franz Andreas Meyer, die Statue einer Bäuerin in Vierländer Tracht stammt von dem Bildhauer Engelbert Peiffer, der damals auch den Hansa-Brunnen und den Fischmarkt-Brunnen gestaltete. In den 1950er Jahren wurde der Brunnen vor die neuen Großmarkthallen an der Amsinckstraße versetzt, seit 1975 steht er auf dem Hopfenmarkt.

## U-Bahnhof Meßberg
Die U-Bahn-Haltestelle Meßberg der Linie U1 liegt teilweise unter dem Platz und wurde am 22. Februar 1960 eröffnet. Die dortige Strecke wurde als erste Neubaustrecke nach dem Krieg in offener Bauweise errichtet. Einer der östlichen Ausgänge liegt direkt vor dem Meßberghof, die westlichen Ausgänge nahe der Straße Brandstwiete.